# Societas – Movimento Giovanile di Sinistra
Societas – Movimento Giovanile di Sinistra (in ungherese: Societas – Baloldali Ifjúsági Mozgalom, Societas) è un'organizzazione giovanile ungherese di orientamento di sinistra, fondata il 17 maggio 2008 a Szombathely, in Ungheria. È l'organizzazione giovanile associata al Partito Socialista Ungherese, con l'obiettivo di rappresentare e mobilitare i giovani che condividono valori socialisti e progressisti.

## Storia
Societas nasce nel 2008 come organizzazione giovanile del Partito Socialista Ungherese. Si impegna a rappresentare i giovani progressisti, promuovendo giustizia sociale, istruzione e lavoro. Organizza proteste e campagne per denunciare problemi come le difficoltà economiche dei giovani e si oppone a movimenti estremisti. Attiva a livello internazionale con l’Internazionale della Gioventù Socialista, opera in un contesto politico complesso, ma continua a mobilitare i giovani attraverso sezioni locali e piattaforme online.